# Tongewelf
Een tongewelf is een type gewelf dat vooral voorkwam in de Romaanse bouwkunst.

## Omschrijving

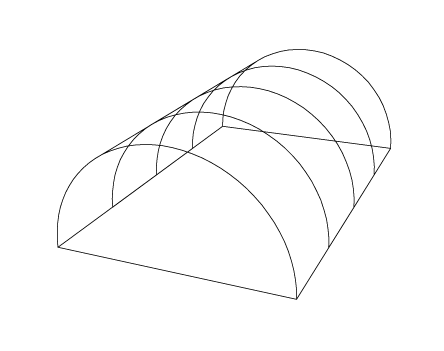
Tekening die enkele evenwijdige doorsneden toont van een tongewelf

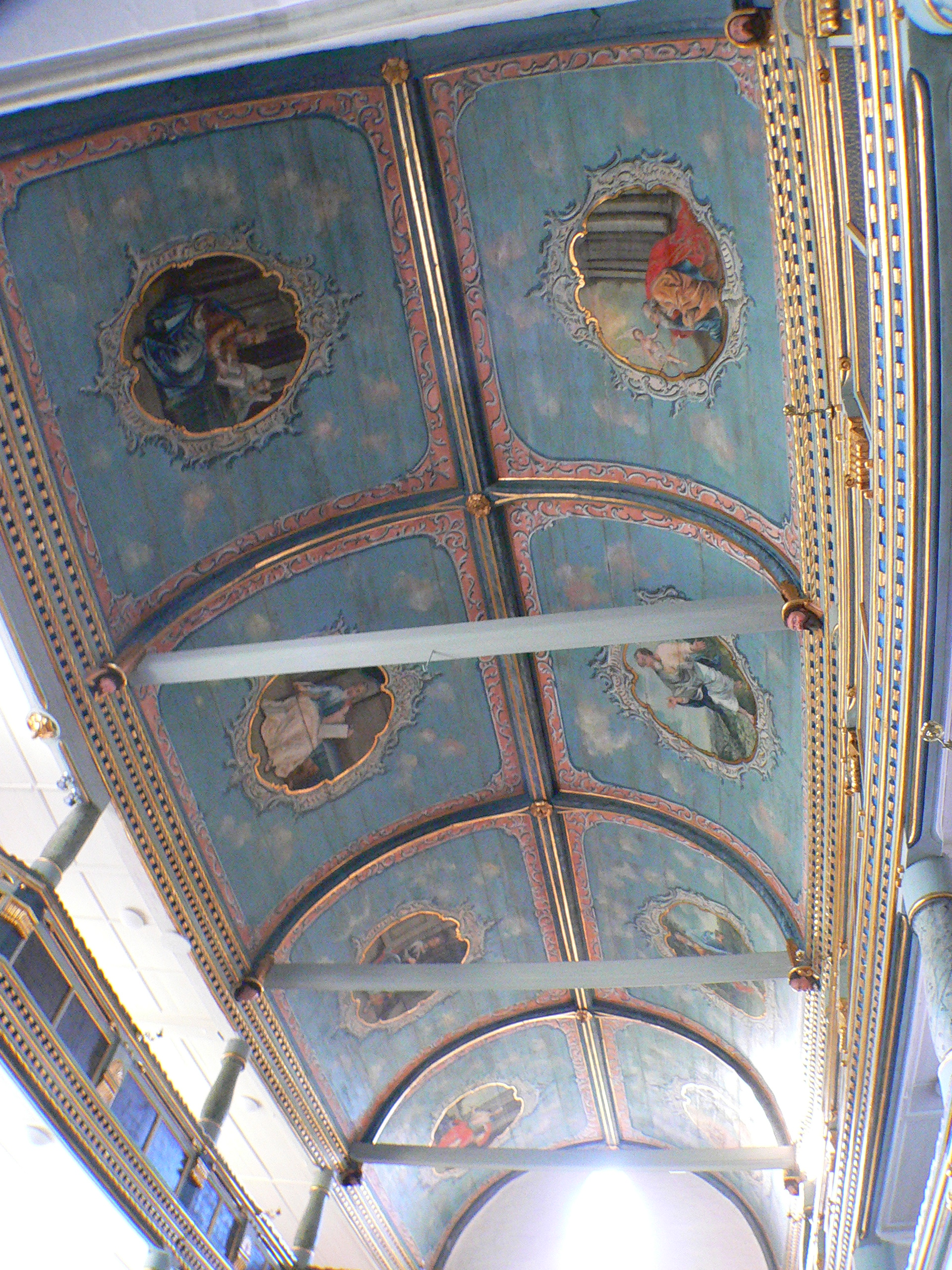
Tongewelf in de St. Johannkerk in het Duitse Herpf

Een tongewelf is een type gewelf dat over de gehele lengte dezelfde vorm heeft en waarvan de dwarsdoorsnede een halve cirkel vormt, zodat het gewelf een halve cilinder vormt. Ook zijn varianten bekend waarbij de boog een ellips-, korf-, parabool- of spitsboog (spitstongewelf) vormt. Tongewelven in strikte zin zijn gemetseld, maar ook houten en gepleisterde overkappingen met dezelfde vorm worden wel tongewelven genoemd.
Het gemetselde gewelf werd veel toegepast in de romaanse bouwstijl. Het ontstaat door de muren in een boogvorm op te metselen, zodat de kruin van het gewelf uit één rechte lijn bestaat.
Het tongewelf is het eenvoudigste gewelftype. Het heeft een grote draagkracht maar een grote zijdelingse druk op de muurdelen. Deze moeten hierdoor zeer dik zijn en kunnen slechts kleine raamopeningen bevatten. Door de grote belasting kunnen scheuren optreden evenwijdig aan de as; om de schade te beperken werden soms gordelbogen toegepast. Bij veel romaanse bouwwerken werden de tongewelven later vervangen door de sterkere kruisgewelven en kruisribgewelven. Houten tongewelven, die door hun geringe gewicht de constructie niet noemenswaardig belasten, werden op grote schaal toegepast in de late gotiek, het classicisme en de barok.